# Jabiru J230
Jabiru J230 je lahko športno letalo avstralskega proizvajalca Jabiru Aircraft. J230 je ravzit iz štirisedežnega Jabiru J430, ima enako krilo in trup, nima pa zadnjih sedežev. Gros teža je 1.320 lb (599 kg) v primerjavi s 1.540 lb (699 kg) pri J430.J230 je grajen iz kompozitnih materialov in ima visokonamščeno krilo, ki ga podpira palica. Pristajalno podvozje tipa trickel je fiksno. Standardni motor je 120-konjski Jabiru 3300.
Letalo je možno kupiti že sestavljeno ali pa v kit obliki za amatersko sestavljanje. 

## Specifikacije (J230)
Podatki iz Kitplanes and Jabiru Aircraft
Splošne značilnosti
- Posadka: 1 pilot
- Število sedežev: 1 potnik
- Dolžina: 21 ft 6 in (6,55 m)
- Razpon kril: 31 ft 4 in (9,55 m)
- Višina: 7 ft 10 in (2,40 m)
- Površina kril: 103 sq ft (9,6 m2)
- Vitkost: 9,7:1
- Teža praznega letala: 816 lb (370 kg)
- Bruto teža: 1.320 lb (599 kg)
- Kapaciteta goriva: 36 U.S. gal (140 L; 30 imp gal)
- Pogon letala: 1 × Jabiru 3300 6-valjni zračnohlajeni 4-taktni motor, 120 hp (89 kW)
- Propelerji: št. lopatic: 2 ;lesen ali kompozitni, s fiksnim vpadnim kotom kraka

Zmogljivost
- Maks. hitrost: 138 mph (222 km/h; 120 kn)
- Hitrost pri porušitvi vzgona: 52 mph (45 kn; 84 km/h)
- Neprekoračljiva hitrost: 161 mph; 259 km/h (140 kn)
- Doseg: 940 mi (817 nmi; 1.513 km)
- G-omejitev: +4/-2
- Jadralno število: 10:1
- Hitrost vzpenjanja: 1.300 ft/min (6,6 m/s)
- Obremenitev krila: 12,8 lb/sq ft (62 kg/m2)